# 松平政忠
松平 政忠（まつだいら まさただ）は、戦国時代の武将。長沢松平家7代当主。

## 略歴
6代当主・松平親広の子として誕生。
永禄3年（1560年）5月の桶狭間の戦いで父と共に参戦したが、織田軍に急襲された本隊において弟・忠良と共に討死した。